# Manabu Kōchi
Pour les articles homonymes, voir Kochi.
Manabu Kōchi (幸地 学, Kōchi Manabu) est un peintre, pastelliste, sculpteur et lithographe japonais du XXe siècle, né en 1954 à Okinawa. Il est actif en France à partir de 1981.

## Biographie
C'est par les voyages à travers les civilisations et les diverses cultures qu'il se forme à la peinture. Il passe de Tokyo à Florence, de Londres à Paris où il finit par s'installer et où il expose à la galerie Claude Lemand, en 1989, 1991, 1994. Il peint à l'acrylique ou au pastel gras, la lithographie lui permettant de multiplier ses œuvres graphiques ; certaines de ses sculptures sont éditées en fonte de bronze. Il constitue son identité dans la synthèse d'influences diverses, celles des dessins d'enfants, de Miró, Brauner, du pop art dominant dans les peintures ; celles des arts primitifs, de Miró de nouveau, d'Arp, de Max Ernst dans les sculptures.
Ses peintures et pastels sont un fourmillement d'images simplifiées et de signes graphiques juxtaposés. Françoise Monnin décrit son bestiaire sculpté : « […] des anatomies fragmentaires : une tête sur un pied, trois doigts sur un ventre […] un homme à tête de feuille côtoie une flèche à bouche […] ».